# 尤尼斯·卡布尔
尤尼斯·卡布尔（法語：Younes Kaboul，1986年1月4日—）是一名摩洛哥裔法國足球運動員，司職中堅及防守中場，亦曾擔任右後衛。

## 球員生涯

### 歐塞爾
生於法國上薩瓦省聖朱利安昂熱內瓦的卡保爾，身高六尺四吋，在法甲球隊歐塞爾展開其職業足球運動員的生涯，憑著其高大身軀，十九歲時已奪得球隊正選位置。2005年，歐塞爾奪得法國盃，卡保爾亦有參與其中。同年，他為球隊出戰歐洲足協盃賽事，初嚐歐洲賽滋味。在球隊期間，卡保爾曾代表法國19歲以下及21歲以下國家隊比賽，其中幾次代表21歲以下國家隊時擔任隊長。

### 熱刺
2007年7月5日，卡保爾簽約加盟英格蘭球隊熱刺，轉會費並無公開，但外界估計約值八百萬鎊。加盟一星期後，即7月12日，他首次代表球隊，在一場對愛爾蘭球隊的友誼賽中上陣。約一個月後的2007年至2008年英格蘭超級聯賽開鑼日，熱刺作客，卡保爾首度亮相英超，夥拍隊友安東尼·加特拿扼守中路，惜球隊以0-1落敗。三星期後，他在熱刺首個聯賽進球誕生，當日球隊作客，期間卡保爾為球隊先開紀錄，結果兩隊3-3打成平手。同年10月1日，熱刺創立125週年紀念，球隊當日主場迎戰到訪的，卡保爾在補時階段攻入一球，協助球隊從1-4落後情況下，最終以4-4逼和對手，在聯賽榜幸保一分。2008年聯賽盃決賽，熱刺對一役，他在加時階段後備入替隊友上陣，結果球隊勝出比賽。總結他在英格蘭首季表現，為球隊在各類型賽事上陣合共二十九場，射進四個入球。

### 樸茨茅夫
2008年8月11日，在熱刺未能爭取到正選位置的卡保爾加盟南部球會朴茨茅斯，合約期為四年，轉會費並無對外公佈，但據報估計約值六百萬鎊。2008年11月27日，歐洲足協盃32強賽事，樸茨茅夫主場迎擊意大利球隊AC米蘭，結果2-2平手，期間卡保爾攻入加盟以來首個入球。至於他首個聯賽進球則在2009年4月12日出現，當日球隊主場迎戰同受降班威脅的，卡保爾在球賽第35分鐘左腳射門，皮球直達龍門上角，為球隊領先1-0，無奈球賽最後以2-2的比分完場。總結他在樸茨茅夫兩季以來，總共比賽五十場，攻入五球。

### 重返熱刺
2010年1月30日，熱刺公佈有關卡保爾再度加盟的消息。是次轉會費用並無向外透露，但據報達五百萬鎊，熱刺領隊表示，卡保爾比起數年前首次加入球隊時表現進步，並指他是個較為遲熟的球員 (late developer)。2010年5月5日，熱刺作客曼城，卡保爾於比賽末段踢出一記傳中球，對方守門員雙手拍出不遠，給熱刺前鋒有機可乘，頭槌頂入破網。最終熱刺以1-0擊敗對手，並憑該勝仗肯定奪得來季歐聯外圍賽資格。

## 國際賽
卡保爾曾以隊長身份帶領法國21以下國家足球隊，但按照國際足協條例，摩洛哥裔的他仍可代表摩洛哥國家隊參加比賽。2009年九月，摩洛哥足總曾與他接觸，但他表明暫無計劃代表該支北非國家參加比賽。

## 榮譽
- 歐塞爾

2004-2005年 - 法國盃冠軍
- 熱刺

2007-2008年 - 英格蘭聯賽盃冠軍

## 資料來源
1. ↑  Hugman, Barry J. (编). . Mainstream Publishing. 2010: 229. ISBN 978-1-84596-601-0.
2. ↑  . Premier League. Barclays Premier League. 2015  [18 January 2015]. （原始内容存档于2015-03-25）.
3. ↑  . The Guardian. 5 July 2007  [2010-03-11]. （原始内容存档于2007-11-09）.
4. ↑  . BBC Sport. 1 September 2007  [2010-03-11]. （原始内容存档于2009-05-01）.
5. ↑  . BBC Sport. 1 October 2007  [2010-03-11]. （原始内容存档于2017-09-04）.
6. ↑  . Tottenham Hotspur F.C.   [2010-03-11]. （原始内容存档于2010-02-03）.
7. ↑  . BBC Sport. 2008-08-11  [2010-03-11]. （原始内容存档于2009-03-25）.
8. ↑  Defender Younes Kaboul rejoins Tottenham - BBC Sport, 30 January 2010
9. ↑  . BBC Sport. 27 November 2008  [2010-03-11]. （原始内容存档于2017-08-14）.
10. ↑  . BBC Sport. 11 April 2009  [2010-03-11]. （原始内容存档于2009-04-13）.
11. ↑  . DailyMail. 30 January 2010  [2010-03-11]. （原始内容存档于2010-03-10）.
12. ↑  Kaboul seals Spurs return （页面存档备份，存于） - Sky Sports News, 30 Jan 2010
13. ↑  .   [2010-05-10]. （原始内容存档于2010-05-11）.
14. ↑  . goal.com. October 5, 2009  [2010-03-11]. （原始内容存档于2009-10-08）.

## 外部連結
- 卡保爾官方網頁
- 足球数据库：Younes Kaboul的球员统计数据
- LFP.fr: Younes KABOUL
- football-lineups.com: Younes Kaboul （页面存档备份，存于）
- 熱刺官方網站卡保爾檔案